# Championnat de Chypre de football 1999-2000
Navigation
Saison précédente Saison suivante
La saison 1999-2000 du Championnat de Chypre de football était la 62e édition officielle du championnat de première division à Chypre. Les quatorze meilleurs clubs du pays se retrouvent au sein d'une poule unique, la Cypriot First Division, où ils s'affrontent 2 fois, à domicile et à l'extérieur. En fin de saison, les 3 derniers au classement sont relégués et remplacés par les 3 meilleurs clubs de deuxième division.
L'Anorthosis Famagouste remporte un 4e titre de champion consécutif en terminant en tête du championnat, en devançant l'Omonia Nicosie de 6 points et avec 19 points d'avance sur l'APOEL Nicosie. Il s'agit du 11e titre de champion de l'histoire du club, qui manque le doublé Coupe-championnat en perdant face à l'Omonia en finale de la Coupe de Chypre.

## Les 14 clubs participants
| - APOP Paphos - Promu de D2 - Ethnikos Achna - Nea Salamina Famagouste - Omonia Nicosie - APOEL Nicosie - Ethnikos Assia - Promu de D2 - Anagennisi Dherynia - Promu de D2 | - AEK Larnaca - Anorthosis Famagouste - AEL Limassol - Apollon Limassol - EN Paralimni - Olympiakos Nicosie - Alki Larnaca |

## Compétition

### Classement
Le barème utilisé pour établir le classement est le suivant :
- Victoire : 3 points
- Match nul : 1 point
- Défaite : 0 point

| Rang | Équipe                  | Pts | J  | G  | N | P  | Bp | Bc  | Diff |
| ---- | ----------------------- | --- | -- | -- | - | -- | -- | --- | ---- |
| 1    | Anorthosis Famagouste T | 65  | 26 | 21 | 2 | 3  | 82 | 28  | +54  |
| 2    | Omonia Nicosie C        | 59  | 26 | 18 | 5 | 3  | 71 | 27  | +44  |
| 3    | APOEL Nicosie           | 46  | 26 | 14 | 4 | 8  | 58 | 31  | +27  |
| 4    | Nea Salamina Famagouste | 43  | 26 | 13 | 4 | 9  | 58 | 34  | +24  |
| 5    | Apollon Limassol        | 42  | 26 | 13 | 3 | 10 | 49 | 44  | +5   |
| 6    | AEL Limassol            | 42  | 26 | 13 | 3 | 10 | 45 | 42  | +3   |
| 7    | AEK Larnaca             | 41  | 26 | 13 | 2 | 11 | 42 | 38  | +4   |
| 8    | EN Paralimni            | 36  | 26 | 11 | 3 | 12 | 50 | 50  | 0    |
| 9    | Olympiakos Nicosie      | 36  | 26 | 10 | 6 | 10 | 57 | 58  | -1   |
| 10   | Ethnikos Achna          | 35  | 26 | 10 | 5 | 11 | 42 | 36  | +6   |
| 11   | APOP Paphos P           | 32  | 26 | 9  | 5 | 12 | 38 | 47  | -9   |
| 12   | Ethnikos Assia P        | 31  | 26 | 9  | 4 | 13 | 35 | 38  | -3   |
| 13   | Anagennisi Dherynia P   | 12  | 26 | 4  | 0 | 22 | 22 | 87  | -65  |
| 14   | Alki Larnaca            | 3   | 26 | 1  | 0 | 25 | 20 | 109 | -89  |

|  | Qualification pour la Ligue des champions 2000-2001                                    |
|  | Qualification pour la Coupe UEFA 2000-2001                                             |
|  | Qualification pour la Coupe Intertoto 2000                                             |
|  | Relégation directe en deuxième division                                                |
|  | T : Tenant du titre C : Vainqueur de la Coupe de Chypre P : Promu de deuxième division |

## Bilan de la saison
| Championnat de Chypre de football 1999-2000 |                                                 |
| Champion                                    | Anorthosis Famagouste (11e titre)               |
| Coupes et trophées                          |                                                 |
| Vainqueur de la Coupe de Chypre 1999-2000   | Omonia Nicosie                                  |
| Vainqueur de la Supercoupe de Chypre        | APOEL Nicosie                                   |
| Qualifications continentales                |                                                 |
| Ligue des champions 2000-2001               | Anorthosis Famagouste                           |
| Coupe UEFA 2000-2001                        | APOEL Nicosie                                   |
| Coupe UEFA 2000-2001                        | Omonia Nicosie                                  |
| Coupe Intertoto 2000                        | Nea Salamina Famagouste                         |
| Promotions et relégations                   |                                                 |
| Promus en Cypriot First Division            | Aris Limassol Doxa Katokopia Digenis Morphou    |
| Relégués en Cypriot Second Division         | Ethnikos Assia Anagennisi Dherynia Alki Larnaca |